# Minmi
Minmi (podle lokality Minmi Crossing) byl rod ankylosaurního ptakopánvého dinosaura, žijícího na území současné Austrálie. Žil v období rané křídy (geologický věk apt), asi před 119 až 113 miliony let).

## Popis
Minmi byl malý ankylosaur, dosahující délky kolem 2 až 3 metrů a hmotnosti přibližně 300 kg. Byl to býložravý "obrněný" dinosaurus ze skupiny Ankylosauria. Je pojmenován podle lokality Minmi Crossing v australském Queenslandu. Jedná se o jednu z nejúplnějších zkamenělin dinosaura nalezenou dosud v Austrálii.

## Anatomie
Měl malou hlavu (podobnou želví) a krk, jenž byly chráněny pancířem skládajícího se z plochých kulatých štítků. Většinu sudovitého těla chránily řady větších štítků, ale na břiše měl mnoho malých (cca 5mm) zaoblených kostěných štítků, které vytvářely pružný pancíř. Na bedrech měl ploché bodce se širokou základnou a silný ocas byl pokryt trojúhelníkovými deskami. Vyznačoval se také zároveň dosti dlouhýma nohama a zvláštními kostěnými destičkami (2 a 4 cm) podél hřbetních obratlů (tzv. paravertebry), jenž zpevňovaly páteř při běhu.

## Způsob života
Pohyboval se osamoceně či v malých skupinkách. Živil se listnatými větvičkami, které utrhl zobákem a posléze zpracoval malými listovitými zuby. V případě napadení predátory se nemusel spoléhat pouze na svoje pancéřování, ale jelikož byl schopný poměrně rychlého pohybu, mohl se pokusit i o útěk.

## Polární dinosaurus
Svého času byl rod Minmi rozšířený na pevnině tvořené dnešní Antarktidou a Austrálií. Obýval tak území polárního kruhu. I když tehdejší podnebí nebylo až tak chladné jako dnes, zimy se podobaly těm, jaké dnes známe z mírného pásma, k čemuž je ještě třeba připočítat polární noc.

## Zajímavosti
Dlouhou dobu bylo rodové jméno Minmi nejkratší mezi dinosaury, ale nedávno mu tento titul přebral dinosaurus rodu Mei, později i Kol a Zby.